# Saint-Macaire
 Saint-Macaire  (en occitano Sent Macari) es una población y comuna francesa, situada en la región de Aquitania, departamento de Gironda, en el distrito de Langon. Es el chef-lieu y mayor población del cantón de Saint-Macaire. Es una de las regiones menores del viñedo de Burdeos.
La comuna de Saint Macaire se encuentra en la ribera derecha del Garona, alrededor de 50 kilómetros al sureste de Burdeos. El territorio municipal es muy reducido ya que sólo alcanza las 179 hectáreas. No cubre mucha mayor superficie que la propia villa de Saint Macaire. Está constituida principalmente por vides, campos y bosques. La principal actividad agrícola de la villa es la viticultura, produciendo vino blanco moelleux de appellation contrôlée « Côtes de Bordeaux Saint-Macaire ».
El nombre del lugar proviene del griego «Makarios», el Bienhechor. Macario fue un monje que fue a evangelizar la Aquitania por orden de san Martín de Tours en compañía de Casiano y de Víctor. Murió a comienzos del siglo V en la ciudad de Ligéna, rebautizada desde entonces Saint Macaire.

## Demografía
| 1636 | 1767 | 1679 | 1587 | 1459 | 1541 |
| Para los censos de 1962 a 1999 la población legal corresponde a la población sin duplicidades (Fuente: INSEE [Consultar]) |      |      |      |      |      |